# Zarahemla

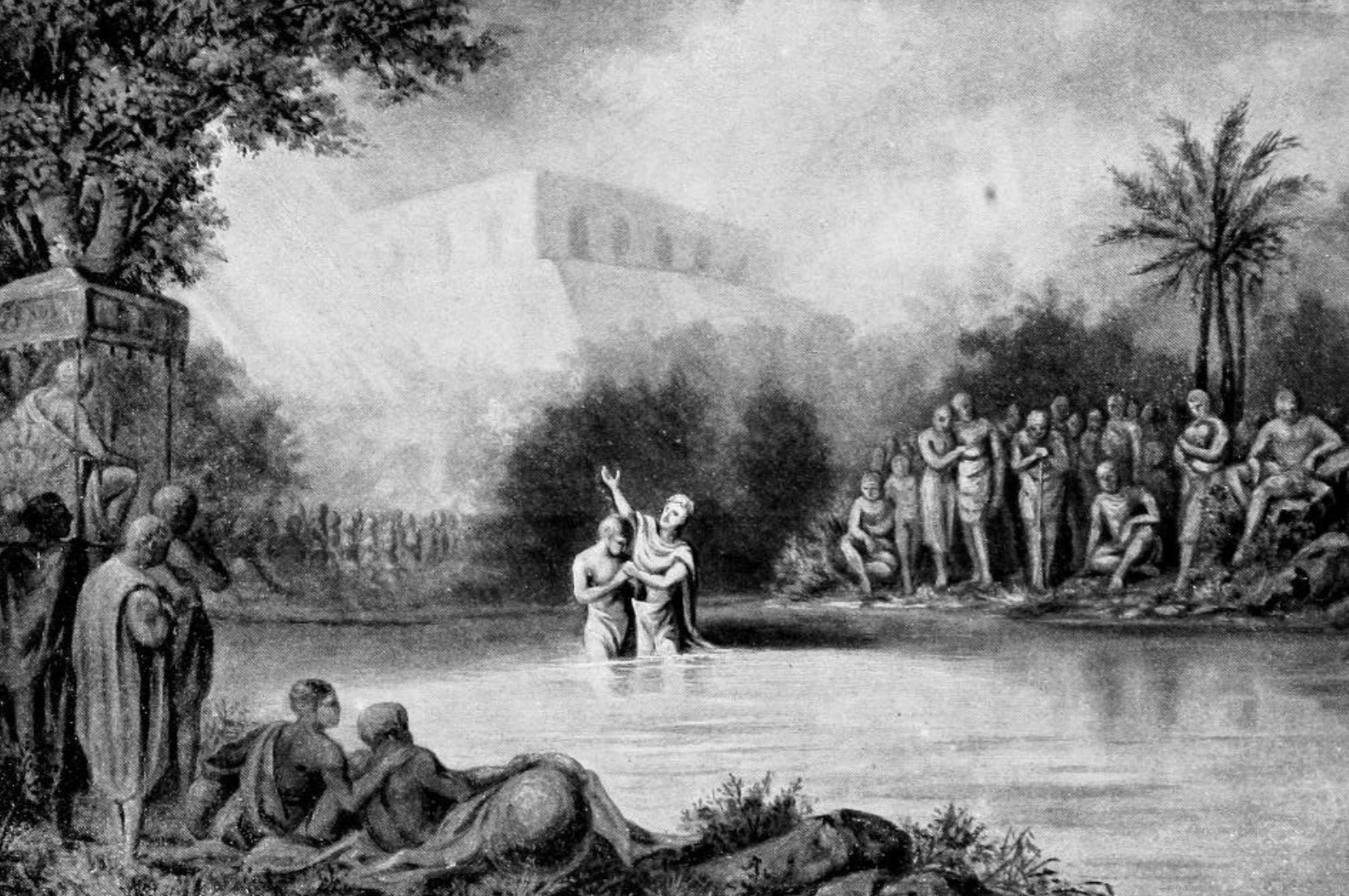
Una pintura reproducida en el libro La historia del Libro de Mormón.

Zarahemla es una ciudad perteneciente a las creencias de los miembros de La Iglesia de Jesucristo de los Santos de los Últimos Días. Aparece mencionada en el Libro de Mormón como la capital del pueblo de los nefitas durante muchos años, y como descubierta por Mosíah alrededor del año 225 a. C.
En el libro, el primero en mencionar la ciudad, sin referirse a su fundación, es Amalekí, quien dice que sus habitantes habían «salido de Jerusalén en la época en que Sedequías, rey de Judá, fue llevado cautivo a Babilonia. Y viajaron por el desierto, y la mano del Señor los condujo, a través de las grandes aguas, a la tierra donde Mosíah los encontró; y allí habían morado desde aquel tiempo». A este grupo se les llama a menudo «mulekitas» debido a Mulek, hijo de Sedequías, quien de acuerdo al libro viajó con ellos.
En el Libro de Mormón se mencionan como los reyes de esta ciudad a Mosiah I, Benjamín y Mosiah II.